# نبيلة عبد المنعم داود
نبيلة عبد المنعم داود العنزي، مؤرخة ومحققة عراقية شغلت منصب رئيس مركز إحياء التراث العلمي العربي في جامعة بغداد على مدى 20 عاماً.

## ولادتها ودراستها
ولدت في بغداد عام 1374هـ/1955م ونشأت فيها، وبعد إكمالها الدراسة الجامعية حصلت على شهادة الماجستير في التاريخ الإسلامي، وعملت في منصب أمينة مكتبة الدراسات الإسلامية للفترة 1963-1969م، ثم حازت على لقب الاستاذية عام 1992م، وعملت استاذة في قسم التاريخ في كلية الآداب والتربية (ابن رشد) في جامعة بغداد، وهي باحثة أكاديمية متميزة ساهمت في الحفاظ على تراث المخطوطات العربية في بغداد وحققت أكثر من مائة كتاب بمجالات علمية مختلفة.

## أعمالها
شاركت في تأليف عدداً من الكتب، وحققت بعض المخطوطات العربية التراثية، ولها أكثر من مائة كتاب محقق في مجالات علمية منوعة كالطب والصيدلة والطب البيطري وعلم النبات، وعلم الحيوان والبيئة والفلك والمعادن، فضلاً عن نشرها ما يزيد عن مائة وستين بحثاً علمياً وتاريخياً، وأربعة عشر كتاباً في التراث العربي. ومن الكتب التي ألفتها وحققتها الآتي:
- نزهة الظرفاء وتحفة الخلفاء، للملك الرسولي العباس بن علي بن داود، نشر عام 1984.
- البديئة والطب في التراث العربي.
- الأدوات والآلات في الحضارة العربية الإسلامية.
- عيون التواريخ، لابن شاكر الكتبي، (كتاب مطبوع ومحقق بالإشتراك مع فيصل السامر).
- كتاب الزهد، تأليف أسد بن موسى المتوفى عام 212هـ، (كتاب مطبوع ومحقق).
- منافع الحيوان، تحقيق بالاشتراك مع الدكتورة جنان الهمنداوي.
- علم (البيزرة) الجوارح وأدب الوزراء لأحمد بن جعفر بن شادان، (كتاب مطبوع ومحقق).
- نشأة الشيعة الإمامية، كتاب مطبوع.[11]
- نكت الوزراء، جمع أقوال مائة من الوزراء في الإسلام وروائعهم ونوادرهم، (كتاب مطبوع ومحقق).[12]
- الحركة الفكرية في دمشق في عهد المماليك، (كتاب مطبوع ومحقق).
- كتاب (الفلاحة الوحشية) النبطية لابن وحشية.